# Gagea tadshikistanica
Gagea tadshikistanica är en liljeväxtart som beskrevs av Igor Germanovich Levichev. Gagea tadshikistanica ingår i Vårlökssläktet och i familjen liljeväxter. Inga underarter finns listade.